# Kush Games
Kush Games是加利福尼亚州卡马里奥的游戏开发商。他们专注于非暴力、体育游戏，如《MLB2K》和《NHL2K》。他们创建的电子游戏对大多数上一代和一些现代的游戏机包括的PlayStation2，PSP，GameCube游戏机的Xbox，PlayStation 3和Xbox 360的。
2007年7月，Kush Games创始人Umrao Mayer与Kush Games的前员工成立Zindagi Games。在2008年初，其余的Kush Games的工作人员被转移到旧金山地区，后来该公司被关闭，而MLB和NHL2K系列的开发转移到2K Sports。